# If I Was Your Mother
If i was your mother è un singolo del gruppo statunitense dei Bon Jovi, estratto, appunto, come singolo nel 1992 dall'album Keep The Faith.
Per il singolo fu girato un video promozionale, denominato Promotional Video Version,  successivamente pubblicato sul canale VEVO di YT della band e fu diretto da Wayne Isham (già collaboratore di molti video della band).